# Алиев, Мясим Касум оглы
Мясим Касум оглы Алиев (азерб. Məsim Qasım oğlu Əliyev; 1 июля 1910, Битдили, Елизаветпольский уезд — ?) — советский азербайджанский хлопковод, Герой Социалистического Труда (1948).

## Биография
Родился 1 июля 1910 года в селе Битдили Елизаветпольского уезда Елизаветпольской губернии (ныне Ениабад Шамкирского района Азербайджана).
В 1929—1968 годах колхозник и звеньевой колхоза имени Рустама Алиева Шамхорского района Азербайджанской ССР. В 1947 году получил урожай хлопка 85,8 центнеров с гектара на площади 5 гектаров. С 1969 года пенсионер союзного значения.
Указом Президиума Верховного Совета СССР от 10 марта 1948 года за получение в 1947 году высоких урожаев хлопка Алиеву Мясиму Касум оглы присвоено звание Героя Социалистического Труда с вручением ордена Ленина и золотой медали «Серп и Молот».